# Jean-Pascal Curtillet
Pour les articles homonymes, voir Curtillet.
Jean-Pascal Curtillet, né le 21 septembre 1942 à Alger et mort le 6 mars 2000 à Aix-en-Provence, est un nageur français, spécialiste des courses de nage libre.
Il fait partie du premier relais français sacré champion d'Europe en 4 × 100 mètres nage libre en 1962 à Leipzig, avec Gérard Gropaiz, Robert Christophe et Alain Gottvallès.
Il participe aux courses de 400 mètres nage libre et du relais 4 × 200 mètres nage libre aux Jeux olympiques de 1960 à Rome ainsi qu'au 100 mètres nage libre et au 4 × 100 mètres nage libre des Jeux olympiques de 1964 à Tokyo, échouant à chaque fois au stade des qualifications. Il termine aussi à Tokyo sixième de la finale du relais 4 × 200 mètres nage libre.

## Palmarès

### Championnats d'Europe
- Championnats d'Europe 1962 à Leipzig (Allemagne de l'Est) :
  -  Médaille d'or du relais 4 × 100 m nage libre.
  -  Médaille d'argent du relais 4 × 200 m nage libre.